# Toliara (provincie)
Toliara is een voormalige provincie van Madagaskar met een oppervlakte van 161.405 km² en 2.229.550 inwoners (juli 2001). De hoofdstad was Toliara. Twaalf kilometer ten zuidoosten van deze stad ligt het Arboretum d'Antsokay. In het noordwesten van de provincie bevindt zich het Andranomenareservaat.
Antananarivo · Antsiranana · Fianarantsoa · Mahajanga · Toamasina · Toliara